# Kébehsénouf

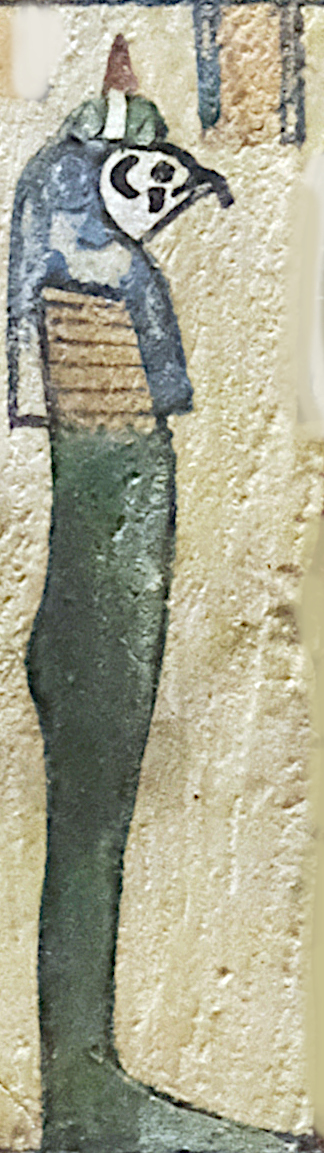
Détail du panneau « Irethorrou fait offrande à Osiris, suivi d'Isis et des quatre fils d'Horus : Amset, Hâpi, Kébehsénouf et Douamoutef », Musée du Louvre.

Kébehsénouf est la divinité protectrice des intestins des morts. Elle est représentée avec une tête de faucon. C'est l'un des quatre génies funéraires anthropomorphes, appelés les « enfants d'Horus ». Ils avaient pour mission de garder les viscères du corps du défunt. À partir de la fin de la XVIIIe dynastie, les bouchons des vases canopes sont modelés à l'image des divinités qui les protègent.
Le vase canope qui renferme les intestins protégés par Kébehsénouf, a un couvercle qui représente une tête de faucon. Pour que le pouvoir s’accomplisse et qu'il protège les organes momifiés, ce génie doit être associé à une déesse et à un point cardinal. Pour Kébehsénouf c'est la déesse Serket et l'ouest.
Les quatre enfans d'Horus représentés sur les vases canopes :
- Amset, protège le foie, avec Isis ;
- Hâpi, protège les poumons, avec Nephtys ;
- Douamoutef, protège l'estomac, avec Neith ;
- Kébehsénouf, protège l'intestin, avec Serket.